# Organické sloučeniny chromu
Organické sloučeniny chromu jsou sloučeniny obsahující vazby mezi atomy chromu a uhlíku. Oxidační čísla chromu se v nich mohou pohybovat od –4 (d10) v Na4[Cr–IV(CO)4] do +6 (d0) u oxoalkylových komplexů, jako je Cp*CrVI(=O)2Me.

## Historie
První organokovovou sloučeninu připravil v roce 1919 Franz Hein reakcí fenylmagnesiumbromidu s chloridem chromitým a hydrolýzou získaného meziproduktu, výsledná sloučenina byla nesprávně určena jako bromid pentafenylchromu (Ph5CrBr). V roce 1957 H. H. Zeiss et al. zopakovali tuto přípravu a zjistili, že vzniká kationtová bisarenová sendvičová sloučenina (ArH2Cr+). Téměř ve stejné době (1956) získal Ernst Otto Fischer samotný bis(benzen)chrom reakcí chloridu chromitého, benzenu a chloridu hlinitého.
Podobnou sloučeninu chromocen se podařilo připravit o několik roků dříve (1953).
Ve stejném roce byl vytvořen roztok benzylchromu z benzylbromidu a chloristanu chromnatého.
Tato reakce zahrnuje jednoelektronovou oxidační adici vazby uhlík-brom, proces při kterém probíhá dvojnásobný přenos jednoho elektronu, nejprve vzniká benzylový radikál a následně benzylový anion.
G. Wilke popsal roku 1963 tris-(η-allyl)chrom jako jeden z prvních Zieglerových–Nattových katalyzátorů, který však neměl velký úspěch. Chromoceny byly poprvé zapojeny do polymerizace ethenu v roce 1972 a stále se používají při výrobě polyethylenu s vysokou hustotou.
Sloučenina (fenylmethoxykarben)pentakarbonylchrom, Ph(OCH3)C=Cr(CO)5, se v roce 1967 stala prvním komplexem karbenu, jehož struktura byla prozkoumána pomocí rentgenové krystalografie (nyní bývá nazýván Fischerův karben). První karbyn, také obsahující chrom, byl popsán v roce 1973.
První známou sloučeninou s paternou vazbou byla látka se vzorcem [CrAr]2, kde Ar byl rozměrný arylový ligand.

## Rozdělení
Organické sloučeniny chromu lze rozdělit na tyto skupiny:
- Sendvičové sloučeniny: chromocen Cp2Cr a bis(benzen)chrom a jejich deriváty (ArH)2Cr. Častěji se zkoumají polosendvičové sloučeniny, jako je trikarbonyl (anisol)chromu, (η6-C6H5OMe)Cr(CO)3.
- Karbeny, (R1)(R2)C::CrLn, a karbyny chromu, (RC:::CrLn)
- Chromité komplexy typu RCrL5.[16]
- Komplexy obsahující anionty a kationty karbonylů chromu (například Na4Cr(CO)4).[17][18]

## Použití

### Využití v organické syntéze
I když je řada organochromových sloučenin zapojována do průmyslových katalýz, tak v organické syntéze se používá menší množství těchto sloučenin; jako příklady lze uvést Nozakiovu–Hijamovu–Kišiovu reakci, což je transmetalace přes organoniklové meziprodukty) a Takaiovu olefinaci (oxidaci chromnatých sloučenin na chromité při odstraňování halogenů).

### Polymerizace a oligomerizace ethenu
Katalyzátory založené na chromu mají velký význam při polymerizaci ethenu.
Phillipsův katalyzátor se připravuje zachycením oxidu chromového na oxid křemičitý a následnou aktivací v suchém vzduchu za vysokých teplot. Vzniklý žlutý katalyzátor se redukuje ethenem za vzniku (pravděpodobně) chromnaté sloučeniny, která působí jako aktivní katalyzátor.
Jiný systém je založen na oxidu křemičitém s chromocenem a jinými komplexech chromu; přesný způsob fungování těchto katalyzátorů není znám. Jeden z navržených modelů jej popisuje jako koordinační polymerizaci:
Tento katalyzátor se dvěma tetrahydrofuranovými ligandy je stabilní, ovšem v dichlormethanu se jeden ligand odštěpí za tvorby 13elektronového meziproduktu, což umožní navázání ethenové jednotky a růst řetězce polymeru.
Sloučeninami chromu lze také katalyzovat trimerizaci ethenu na hex-1-en.